# Catasetum pulchrum
Catasetum pulchrum là một loài thực vật có hoa trong họ Lan. Loài này được N.E.Br. mô tả khoa học đầu tiên năm 1887.